# Oberstreit

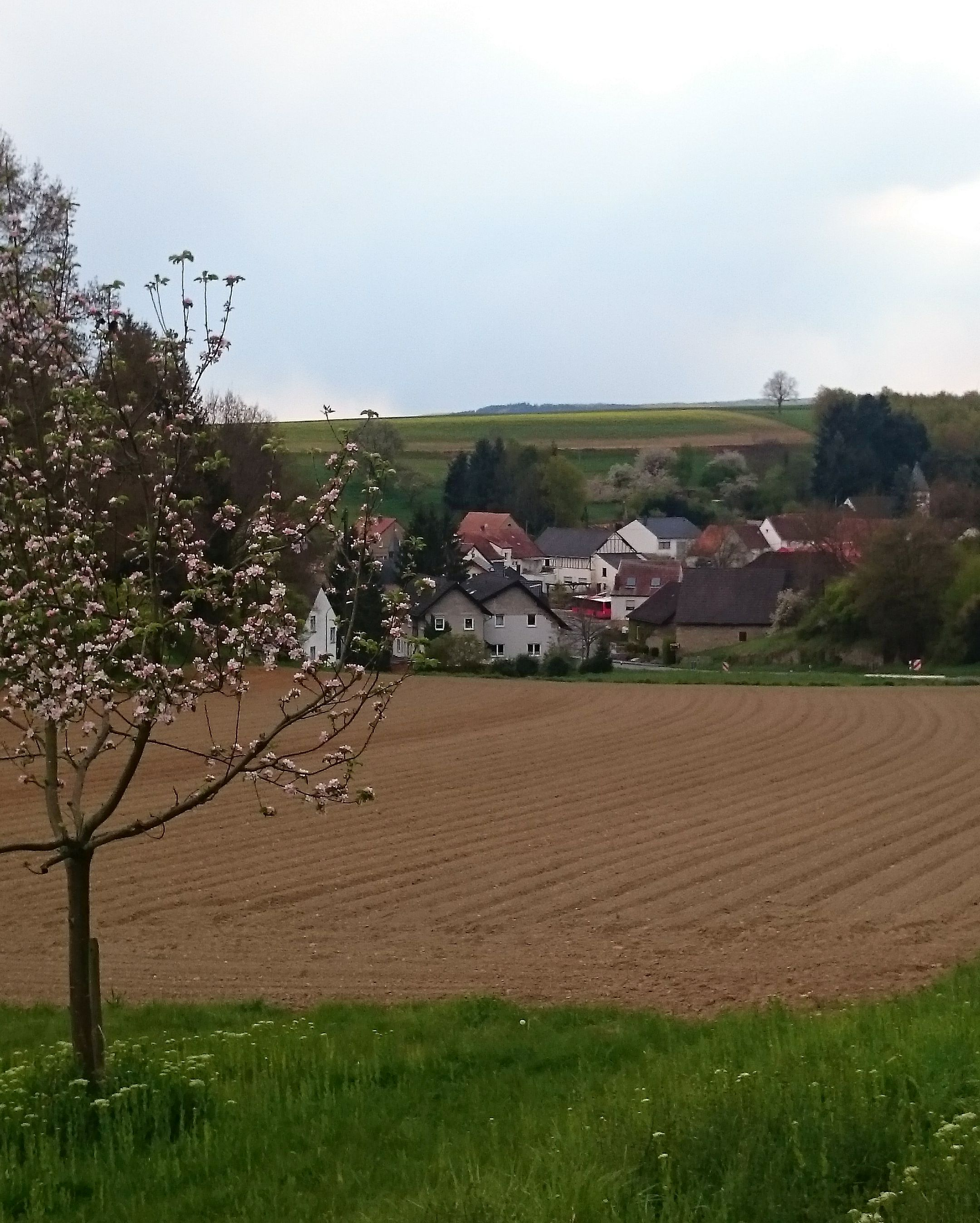
Oberstreit

Oberstreit ist eine Ortsgemeinde im Landkreis Bad Kreuznach in Rheinland-Pfalz. Sie gehört der Verbandsgemeinde Rüdesheim an.

## Geographie
Der Ort liegt nördlich der Nahe. Im Süden befindet sich Staudernheim, im Westen Bad Sobernheim, im Norden Waldböckelheim und östlich liegen Schloßböckelheim und Boos.

## Geschichte
Die Geschichte der Siedlung Oberstreit geht zurück bis in die Römerzeit. Am 23. Oktober 1305 wurde Oberstreit  als „Ebenstryt“ erstmals in einer Urkunde des Abtes Werner vom Disibodenberg erwähnt als ein Hof, dessen Besitzer (Jakob von Ebenstrit) ihn durch Schenkung dem Kloster Disibodenberg übertrug.
Der Ort wurde später, begrenzt durch den Bach, in zwei Herrschaftsbereiche aufgeteilt: Die Nordhälfte gehörte zu Waldböckelheim, die Südhälfte zu Staudernheim. Diese Zweiteilung manifestierte sich auch im Ortswappen, das in der einen Hälfte den Fisch aus dem Wappen der Grafen von Salm zeigt, in der anderen Hälfte das Wappen der churpfälzischen Grafen.
Im Bereich des heutigen Friedhofs stand (1491 urkundlich erwähnt) eine dem heiligen Bartholomäus geweihte Kapelle, die wohl ein großer Anziehungspunkt für Wallfahrten war.
Bei der Volkszählung am 1. Dezember 1885 wurden laut Schulchronik 190 Einwohner gezählt, im Einzelnen aufgeschlüsselt:
- Geschlecht: 98 männlich, 92 weiblich
- Konfession: katholisch 152, evangelisch 36, jüdisch 3
- Berufe: 25 Maurer und Steinhauer, 3 Tagelöhner, 15 Ackerer, 7 Knechte, 5 Mägde, 8 Personen weiblichen Geschlechts arbeiteten in der Sobernheimer Strickfabrik, 1 Lehrer, 1 Schmied, 3 Wirte, 1 Wagner, 1 Schuster, 1 Polizeidiener, 2 Näherinnen, 1 Handelsmann. Bereits Ende des 19. Jahrhunderts gingen 16 % der weiblichen Bevölkerung von Oberstreit einer Beschäftigung außer Haus nach.
- Tierhaltung: 10 Pferde, 114 Rinder, 57 Schweine, 41 Ziegen

Statistik zur Einwohnerentwicklung
Die Entwicklung der Einwohnerzahl von Oberstreit, die Werte von 1871 bis 1987 beruhen auf Volkszählungen:
| Jahr | Einwohner |
| 1815 | 149       |
| 1835 | 227       |
| 1871 | 217       |
| 1905 | 193       |
| 1939 | 246       |
| 1950 | 241       |

| Jahr | Einwohner |
| 1961 | 216       |
| 1970 | 217       |
| 1987 | 237       |
| 2005 | 262       |
| 2022 | 292       |

## Politik

### Bürgermeister
Ortsbürgermeister ist Rudolf Sutor. Bei der Kommunalwahl am 26. Mai 2019 wurde er in seinem Amt bestätigt. Er wurde im Juni 2024 wiedergewählt.

## Kultur und Tourismus
Der bis heute alljährlich im September zur Kirchweih der Bartholomäuskapelle (existiert heute nicht mehr) stattfindende Oberstreiter Markt (so genannte Kirb) wurde erstmals im Jahr 1570 urkundlich erwähnt und zog seinerzeit bis zu 10.000 Besucher an mit allen Konsequenzen. So berichtete der Oberamtmann Pawal von Rammingen am 24. August 1687 von „[leichtfertiger] Üppigkeit und [gottlosem] Wesen mit Tanzen, Fressen, Saufen und Schlägerei auf der sogenannten Oberstreiter Kirb“. Diese Eindrücke bestätigt die Schulchronik: „Schlägereien kamen sehr oft vor; auch von Messern und Gewehren wurde Gebrauch gemacht“. Dies wird vom Chronisten dem „feurigen Nahewein“ zugeschrieben. Ende des 18. Jahrhunderts trieb auch der in der gesamten Region bekannte Schinderhannes mit seiner Bande sein Unwesen auf dem Oberstreiter Markt und erschoss dort eine Reihe von französischen Soldaten. Den Dorfbewohnern wurde dabei nie ein Haar gekrümmt, da sie offensichtlich häufig den Übeltätern Zuflucht boten, was allerdings laut Schulchronik „mehr aus Furcht geschah“. Die Besucherzahlen aus dem 16. Jahrhundert werden heute von der jährlichen Kirmes nicht mehr erreicht.
Insbesondere Gäste, die in Bad Sobernheim zur Kur oder Erholung weilen, übernachten heute wegen der dörflichen Idylle und der unmittelbaren Nähe zur Kurstadt Bad Sobernheim häufig in Oberstreit. Die Nähe zu regionalen Attraktionen des Nahelands und der Anschluss an das Wanderwegenetz tragen zudem zur touristischen Attraktivität der Gemeinde bei.

## Infrastruktur
- 3 km nordöstlich verläuft die Bundesstraße 41 (Anschlussstelle Bad Sobernheim-Steinhardt).
- 3 km südlich in Staudernheim steht ein Bahnhof der Nahetalbahn mit Direktverbindungen nach Bingen, Saarbrücken, Mainz und Frankfurt am Main.
- 3 km nördlich liegt der Sportflugplatz Bad Sobernheim-Domberg.

## Wirtschaft
In der Gemeinde gibt es heute biologischen Weinbau und eine Autowerkstatt. Darüber hinaus befinden sich in Oberstreit eine Reihe kleiner Betriebe im Dienstleistungssektor.